# Radiólisis
Radiólisis o radiolisis es la disociación de moléculas mediante radiación ionizante. Es la ruptura de uno o varios enlaces químicos como resultado de la exposición a altos flujos de energía. La radiación, en este contexto, se refiere a la radiación ionizante; por lo tanto, la radiólisis se distingue de, por ejemplo, la fotólisis de la molécula de Cl2 en dos radicales Cl•, donde se utiliza luz ultravioleta o del espectro electromagnético visible.
La química de soluciones concentradas bajo radiación ionizante es extremadamente compleja. La radiólisis puede modificar localmente las condiciones redox y, por tanto, la especiación iónica presente y la solubilidad de los compuestos.

## Descomposición del agua
De todas las reacciones químicas basadas en la exposición a la radiación que se han estudiado, la más importante es la descomposición del agua. Cuando se expone a la radiación, el agua sufre una secuencia de descomposición en peróxido de hidrógeno, radicales hidrógeno, y una variedad de compuestos de oxígeno, como el ozono, que cuando se convierte nuevamente en oxígeno libera grandes cantidades de energía. Algunas de ellas son explosivas. Esta descomposición es producida principalmente por partículas alfa, que pueden ser absorbidas enteramente por capas muy finas de agua.
Resumiendo, la radiólisis del agua se puede escribir como:
{\displaystyle {\ce {H2O\;->[{\text{Radiación ionizante}}]\;e_{aq}^{-},HO*,H*,HO2*,H3O^{+},OH^{-},H2O2,H2}}}

## Aplicaciones

### Predicción y prevención de la corrosión en centrales nucleares
Se cree que la mayor concentración de radicales hidroxilo presente en el agua irradiada en los circuitos internos de refrigerante de un reactor de agua ligera debe tenerse en cuenta al diseñar centrales nucleares, para evitar la pérdida de refrigerante resultante de la corrosión.

### Producción de hidrógeno
El interés actual en métodos no tradicionales para la generación de hidrógeno ha impulsado una revisión de la división radiolítica del agua, donde se explota la interacción de varios tipos de radiación ionizante (α, β y γ) con el agua para producir hidrógeno molecular. Esta reevaluación fue impulsada además por la disponibilidad actual de grandes cantidades de fuentes de radiación contenidas en el combustible descargado de los reactores nucleares. Este combustible gastado generalmente se almacena en piscinas de agua, en espera de su eliminación permanente o reprocesamiento nuclear. El rendimiento de hidrógeno resultante de la irradiación de agua con radiación β y γ es bajo (valores G =<1 molécula por 100 electronvoltioss de energía absorbida), pero esto se debe en gran medida a la rápida reasociación de las especies que surgen. durante la radiólisis inicial. Si hay impurezas presentes o si se crean condiciones físicas que impidan el establecimiento de un equilibrio químico, la producción neta de hidrógeno puede mejorar considerablemente.
Otro enfoque utiliza residuos radiactivos como fuente de energía para la regeneración del combustible gastado mediante la conversión de borato de sodio en borohidruro de sodio. Al aplicar la combinación adecuada de controles, se pueden producir y utilizar compuestos de borohidruro estables como medio de almacenamiento de combustible de hidrógeno.
Un estudio realizado en 1976 encontró que se puede hacer una estimación del orden de magnitud de la tasa promedio de producción de hidrógeno que podría obtenerse utilizando la energía liberada mediante la desintegración radiactiva. Basándonos en el rendimiento de hidrógeno molecular primario de 0,45 moléculas/100 eV, sería posible obtener 10 toneladas por día. Las tasas de producción de hidrógeno en este rango no son insignificantes, pero sí pequeñas en comparación con el uso diario promedio (1972) de hidrógeno en los Estados Unidos de aproximadamente {\displaystyle 2x10^{4}} toneladas. La adición de un donante de átomos de hidrógeno podría aumentar este valor aproximadamente en un factor de seis. Se demostró que la adición de un donante de átomos de hidrógeno, como el ácido fórmico, aumenta el valor G del hidrógeno a aproximadamente 2,4 moléculas por 100 eV absorbidos. El mismo estudio concluyó que diseñar una instalación de este tipo probablemente sería demasiado insegura para ser factible.

### Combustible nuclear gastado
La generación de gas hidrógeno mediante descomposición radiolítica de materiales que contienen hidrógeno ha sido un área de preocupación para el transporte y almacenamiento de materiales y desechos radiactivos durante varios años. Se pueden generar gases potencialmente combustibles y corrosivos y, al mismo tiempo, las reacciones químicas pueden eliminar el hidrógeno, y estas reacciones pueden verse potenciadas por la presencia de radiación. El equilibrio entre estas reacciones en competencia no es bien conocido hasta el momento.

### Radioterapia
Cuando la radiación ingresa al cuerpo, interactuará con los átomos y moléculas de las células (formadas principalmente de agua) para producir radicales libres y moléculas que pueden difundirse lo suficientemente lejos como para alcanzar el objetivo crítico en la célula, el ADN presente en el núcleo, y dañarlo indirectamente mediante alguna reacción química. Este es el principal mecanismo de daño de los fotones, ya que se utilizan, por ejemplo, en radioterapia de haz externo.
Normalmente, los eventos radiolíticos que conducen al daño del ADN de las células tumorales se subdividen en diferentes etapas que tienen lugar en diferentes escalas de tiempo:
- La etapa física ({\displaystyle 10^{-15}~s}), consiste en la deposición de energía por parte de la partícula ionizante y la consecuente ionización del agua.
- Durante la etapa físico-química ({\displaystyle 10^{-15}~{\text{-}}~10^{-12}~s}) ocurren numerosos procesos, p.ej. las moléculas de agua ionizada pueden dividirse en un radical hidroxilo y una molécula de hidrógeno o electrones libres que pueden sufrir solvatación.
- Durante la etapa química ({\displaystyle 10^{-12}~{\text{-}}~10^{-6}~s}), los primeros productos de la radiólisis reaccionan entre sí y con su entorno, produciendo así varias especies reactivas de oxígeno que pueden difundirse.
- Durante la etapa bioquímica ({\displaystyle 10^{-6}~s} días), estas especies reactivas de oxígeno podrían romper los enlaces químicos del ADN, desencadenando así la respuesta de las enzimas, del sistema inmunológico, etc.
- Finalmente, durante la etapa biológica (de días a años), el daño químico puede traducirse en muerte celular u oncogénesis biológica cuando las células dañadas intentan dividirse.

### Historia de la Tierra
Se ha sugerido que en las primeras etapas del desarrollo de la Tierra, cuando su radiactividad era casi dos órdenes de magnitud superior a la actual, la radiólisis pudo haber sido la principal fuente de oxígeno atmosférico, lo que aseguró las condiciones para el origen y desarrollo de la vida. El hidrógeno molecular y los oxidantes producidos por la radiólisis del agua también pueden proporcionar una fuente continua de energía para las comunidades microbianas del subsuelo (Pedersen, 1999). Tal especulación está respaldada por un descubrimiento en la Mina de oro de Mponeng en Sudáfrica, donde los investigadores encontraron una comunidad dominada por un nuevo filotipo de Desulfotomaculum, que se alimenta principalmente de forma radiolítica, produciendo H2.

## Métodos

### Radiólisis de pulsos
La radiólisis por pulsos es un método reciente para iniciar reacciones rápidas y estudiar reacciones que ocurren en una escala de tiempo más rápida de aproximadamente cien microsegundos, cuando la simple mezcla de reactivos es demasiado lenta y otros métodos para iniciar reacciones tienen que ser usados.
La técnica implica exponer una muestra de material a un haz de electrones altamente acelerados, donde el haz es generado por un acelerador lineal. Tiene muchas aplicaciones. Fue desarrollado a finales de los años cincuenta y principios de los sesenta por John Keene en Manchester y Jack W. Boag en Londres.

### Fotólisis flash
La fotólisis flash es una alternativa a la radiólisis por pulsos que utiliza pulsos de luz de alta potencia (por ejemplo, de un láser excímero) en lugar de haces de electrones para iniciar reacciones químicas. Normalmente se utiliza luz ultravioleta, que requiere menos protección contra la radiación que la necesaria para los rayos X emitidos en la radiólisis por pulsos.